# Quintana (Camaleño)
Quintana es una localidad del municipio de Camaleño (Cantabria, España). En el año 2023 tenía 5 habitantes (INE). La localidad está ubicada a 370 metros de altitud sobre el nivel del mar, y a un kilómetro de la capital municipal, Camaleño. 
- Datos: Q6095081